# Marilda
Marilda  è un nome proprio di persona italiano femminile.

## Varianti
- Femminili: Marilde

## Origine e diffusione
Nome dalla duplice origine; da una parte, può essere un composto degli elementi germanici mar ("famoso") e hild ("guerra"), con il significato di "guerriera famosa"; in antico germanico, questo nome è attestato come Maruhild, Merihilt e Merehilt; dall'altra, può essere un composto dei nomi Maria e Ilda, o comunque di Maria con l'aggiunta dell'elemento germanico hild, da cui Ilda deriva.
Il nome è attestato anche in spagnolo e catalano.

## Onomastico
Il nome è adespota, cioè non è portato da alcuna santa, quindi l'onomastico ricade il 1º novembre, in occasione di Ognissanti.

## Persone
- Marilda Donà, attrice italiana

### Variante Marilde
- Marilde Provera, politica italiana